# Soběchleby
Soběchleby (en allemand : Sobiechleb) est une commune du district de Přerov, dans la région d'Olomouc, en République tchèque. Sa population s'élevait à 584 habitants en 2020.

## Géographie
Soběchleby se trouve à 7 km au sud-est du centre de Lipník nad Bečvou, à 15 km à l'est-nord-est de Přerov, à 31,5 km à l'est-sud-est d'Olomouc et à 242 km à l'est-sud-est de Prague.
La commune est limitée par Týn nad Bečvou au nord et à l'est, par Dolní Nětčice à l'est, par Žákovice au sud, et par Oprostovice et Radotín à l'ouest.

## Histoire
La première mention écrite de la localité date de 1368.

## Transports
Par la route, Soběchleby se trouve à 10,5 km de Lipník nad Bečvou, à 20 km de Přerov, à 39,3 km de Zlín, à 39 km d'Olomouc et à 302 km de Prague.